# 米海尔·弗罗利克
米海尔·弗罗利克（捷克語：Michael Frolík，1988年2月17日—），捷克男子冰球运动员。他曾代表捷克国家队参加2014年和2022年冬季奥林匹克运动会冰球比赛，分别获得第六名和第九名。